# Jalikatti, Ramdurg
Jalikatti là một làng thuộc tehsil Ramdurg, huyện Belgaum, bang Karnataka, Ấn Độ.